# Brug 970

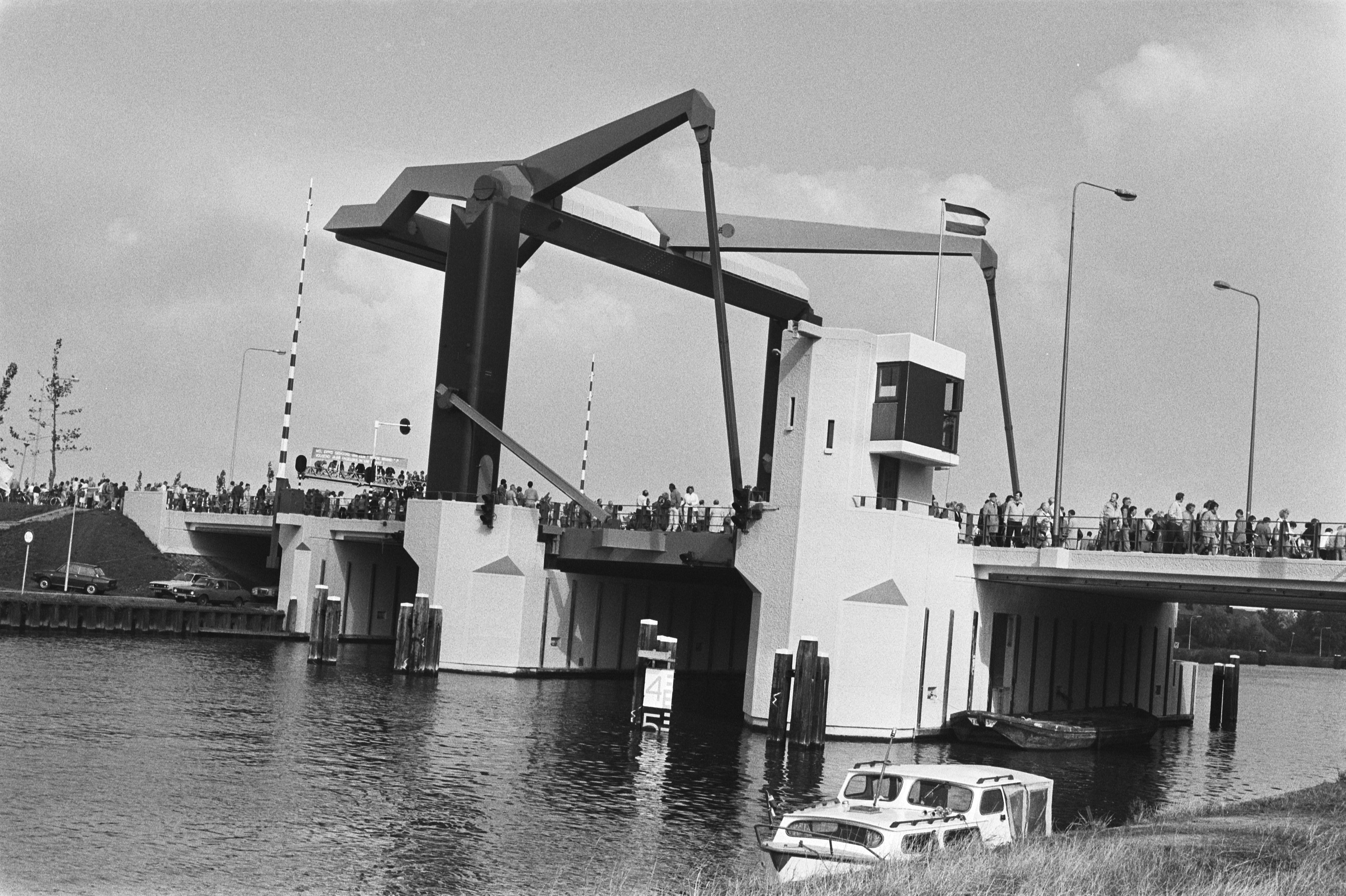
Brug 970 tijdens de opening op 18 september 1983

Brug 970 is een bouwkundig kunstwerk in Amsterdam-Noord.

## Geschiedenis
De eerste plannen voor de brug stammen uit rond 1972. Er werd toen geopperd een brugverbinding te leggen daar waar de IJdoornlaan het Noordhollands Kanaal ging oversteken. Deze werd daarom bekend als de IJdoornlaanbrug. Met name bewoners van de Banne Buiksloot moesten een lange omweg nemen om aan de overzijde van het kanaal te komen. Dat leverde de brug weer een bijnaam op Bannebrug. In 1972 is er sprake van een brug van 18,5 meter breed (voor autoverkeer in totaal 10 meter); de geschatte kosten bedroegen tien tot twaalf miljoen gulden, inclusief de aanleg van een viaduct ten westen van brug 970, de latere Statenjachtbrug. Het ontwerp moest, zoals gebruikelijk in die tijd, komen van de Dienst der Publieke Werken met als esthetisch architect Dirk Sterenberg. De bouw wilde niet vlotten, want in 1974 kwam er bericht van minister Tjerk Westerterp (Verkeer en Waterstaat), dat er door het rijk een bijdrage zou worden geleverd van 4,5 miljoen gulden in het project verlenging IJdoornlaan (tot de Schepenlaan; het werd uiteindelijk Statenjachtstraat/Oosterlengte) en de brug. In februari 1978 was men nog de mening toegedaan dat de brug midden 1978 geopend kon worden, er werd gebouwd aan de westzijde van het kanaal. In 1977 was de aannemer zover gevorderd dat ook de scheepvaart effecten van de bruggenbouw ondervond; de doorvaart werd beperkt tot 12 meter.
In 1981 is er een nieuwe bijnaam: Brug der Zuchten. Er blijken constructiefouten of ontwerpfouten te zijn, die voor opening verholpen moeten worden. Op 18 september 1983 kon de brug geopend worden. Er ontstond een meningsverschil tussen de gemeenteambtenaren en constructeur, waarbij men elkaar betichtte van fouten. Er kwamen juridische procedures die pas in 1986 eindigden. Het budget moest alsnog verhoogd worden tot 22 miljoen gulden.

## Brug
Sterenberg had het definitief ontwerp in de zomer van 1975 af. Voordat gebouwd kon worden, moesten de beide oevers rechtgetrokken worden. In het najaar gingen de eerste betonnen heipalen de grond in. Bijzonder aan de brug is dat zij als ophaalbrug scheef over het kanaal is geplaatst. Ook de kleurstelling is bijzonder; wit en grijs wordt gecombineerd met, rood, blauw, geel en bruin (het bruin van de hameistijlen zit bijvoorbeeld ook in het huisje). Komend vanuit het zuiden doemt de brug als een spin op boven het kanaal, dat hier 52 meter breed begeleid wordt door damwanden. Achter remmingswerk rijst een betonnen kolos op. De brug bestaat uit totaal vijf overspanningen, van links naar rechts: Noordhollandschkanaaldijk, linker doorvaart (aanbruggen), centrale doorvaart van 15 meter, rechter doorvaart en de Buikslotermeerdijk (aanbruggen). De centrale doorvaart kent een overspanning van staal, de vier aanbruggen zijn opgebouwd met betonnen liggers. Tussen de linker en rechter landhoofden in het dijklichaam van de laan staan in totaal vier brugpijlers, die de bruggen over de volle breedte ondersteunen. Vanwege de scheve positie over het kanaal staan de pijlers ook als zodanig; de linker pijler ligt circa 26 meter noordelijker dan de rechter. De pijlers zijn neergezet analoog aan de stroom en vaarrichting.
Ze zijn twee aan twee gemodelleerd; de twee buitenste en de twee binnenste verschillen. De twee buitenste pijlers zijn relatief smal en staan beide in de oevers, waarbij zij ook de stroomfunctie van het kanaal begeleiden. De hoeken van de pijlers zijn daarbij afgerond met aan weerszijden twee vlakken in een hoek van 45 graden. De smalle zijde van de pijlers is bewerkt met spuitbeton, de lange zijde is glad. Op het oog draagt een V-vormige constructie ten eerste de beide brugdelen, maar ook de installatie van de slagbomen. De middelste pijlers zijn relatief stevig en langer uitgevoerd. De uiteinden krijgen daardoor een aanblik van een abstract artistiek kunstwerk, Sterenberg was tevens beeldend kunstenaar. Die steviger en breder constructie is noodzakelijk omdat ze niet alleen de overspanningen moeten tillen maar ook constructies. Op de linkerpijler (nog steeds vanuit het zuiden gezien) staat de bovenconstructie van de brug; op de rechterpijler staat het brugwachtershuis.

### Hameipoort
Daar waar Sterenberg voor de brug over het algemeen een lichte kleurvoering had, zijn de hameistijlen bruin tot zwart uitgevoerd. Die stijlen eindigen in een rood rasterwerk. De overspanning ertussen is geel gekleurd met rode accenten. Op die overspanning steunen het contragewicht en de hameipriemen. Er werd niet gekozen voor een contragewicht over de volle breedte van het val annex brugdek. Een relatief klein contragewicht en de priemen steunen hier eigenlijk volledig op ze zuidelijke hameistijl en hangen dus alleen over het zuidelijk wegdek en boven het water. Vanuit het contragewicht komen de balanspriemen als een soort vangarmen in symmetrie met hangstangen richting de valhorren; deze zijn niet direct aan het brugdek bevestigd maar aan twee stalen uitstulpingen van de val. Eenzelfde constructie is gemaakt voor de heugelstangen. Rondom de hameistijlen zijn een soort uitkijkplekken gecreëerd.

### Brugwachtershuis
Het brugwachtershuis is gepositioneerd op de rechter middenpijler. De kop van de pijlers gaar vloeiend over in het huisje, dat op een soort sokkel (smal deel) is geplaatst. Het huisje zelf is in overstek geplaatst waarbij ramen aan alle kanten de brugwachter in staat stellen niet alleen de scheepvaart te volgen, maar ook het verkeer. Vanwege de scheve ligging van de brug is de plattegrond het brughuisje als een parallellogram uitgevoerd. Ook het trappenhuis kent enkele smalle langgerekte ruiten. Het geheel heeft een plat dak; neerslag vallend op het dak wordt afgevoerd door hemelwaterafvoeren, bij extreme neerslag kan water via een gootje op het dak rechtstreeks het kanaal in vallen. Het huisje wordt afgesloten door middel van een vlaggenmast. Aan weerszijden van genoemde sokkel kan men over het water uitkijken. Omdat er in die tijden nog met contant geld betaald werd maakte Sterenberg ook een balkon aan het huisje; dit is ook in overstek geplaatst en heeft een gootje voor de afwatering; de dichte balustrade is van beton
Aan de overzijde van het wegdek van het huisje is open uitzicht. Er gaat hier niets naar boven, maar na een hekwerkje gaat hier een spiltrap naar beneden richting de brugkelder. De betonnen spil en treden eindigen op afgehoekte betonnen zuilen, die als een soort buitentrap is uitgevoerd. De zuilen geven de trapgang een hoekig uiterlijk terwijl de trapleuning juist in een ronde vorm is uitgevoerd.

### Leuningen en balustraden
Tussen de betonnen borstweringen zijn leuningen en balustraden gemonteerd. Sterenberg koos hier voor een blauwe roostervorm met drie verticale stroken. Zij zijn verdeeld over afgewisseld brede en smalle roosters. Het merendeel van die roosters worden gedragen door balusters in I-profielvorm; het middenvlak daarvan is rood. Uiteraard kreeg de bouwer ook hier te maken met de scheve hoek bij de brugpijlers. Sommige hoeken in leuningen en balustraden moesten scherp uitgevoerd worden (kleiner dan 90 graden) en andere juist stomp (groter dan 90 graden). Deze hoekvormen kregen soms een eenzijdige ophanging, net als roosters die aan het eind zijn geplaatst.

## 21e eeuw
Na de moeizame oplevering van de brug zijn er maar weinig veranderingen aangebracht. Wel kwamen er beveiligingscamera’s mede omdat de bediening van bruggen in Amsterdam van per brug naar een centrale bediening overging. Het brugwachtershuisje kan sinds 2020 geboekt worden als losstaande hotelkamer etc. Toen Erfgoedvereniging Heemschut een lijst samenstelde voor de bewaren architectuur uit de Post’65 periode (Post '65 architectuur 1966-1990 in Amsterdam uit 2018) werd deze brug in de lijst opgenomen. Niet veel later (18 mei 2020) diende de vereniging daarom een verzoek in voor de monumentstatus voor deze brug bij Stadsdeel Noord. Zij gaf als redenen aan: 
1.als hoogtepunt in het oeuvre van Dirk L. Sterenberg, de belangrijkste bruggenontwerper van Amsterdam van na de Tweede Wereldoorlog
2.als goed voorbeeld van typerende integrale vormgeving, materiaalgebruik en constructie voor de periode Post ‘65
3.de brug is bovendien gaaf bewaard.
Dit werd ondersteund met dat de brug in de visie van Heemschut mede de ontwikkeling die Sterenberg bij het ontwerpen doormaakte laat zien. Tot slot werd erop gewezen dat deze beweegbare brug door haar asymmetrie zich onderscheidt van alle andere beweegbare bruggen in Amsterdam.
In de stad liggen overigens nog drie opmerkelijke ophaalbruggen van Sterenberg: Brug 360 (Theophile de Bockbrug), de Ezelsbrug (alleen onderbouw) en Nijlpaardenbrug.

## Omliggende infrastructuur
De brug vormt na opening een belangrijke schakel in de infrastructuur in Amsterdam-Noord. De brug ligt in de IJdoornlaan, die hier de Amsterdamse stadsroute s117 vormt, en verbindt het Buikslotermeerplein in het oosten met Banne Buiksloot en het BovenIJ Ziekenhuis in het westen. De 21e eeuwse stadswijk Elzenhagen met sportpark ligt ten oosten van de brug. Aan die zijde ligt ook begraafplaats De Nieuwe Noorder. Voor de bereikbaarheid van de wijk Banne Buiksloot ontwierp Sterenberg ook de bruggen, die lang niet opvallend zijn als deze.
De buslijnen 34 en 36 van het GVB en lijn 111 en 119/219 van EBS rijden over de brug.

## Naamgeving
In 2016 kwam de naam van de brug ter sprake bij het college van burgemeester en wethouders van Amsterdam. Bij een controle over de brugnamen bleek dat de naam niet voldeed aan de richtlijnen, die gelden om opgenomen te kunnen worden in de Basisregistratie Adressen en Gebouwen. Er zal een inspraakronde plaats vinden waarna wordt beslist of de naam officieel erkend wordt of dat de brug alleen het brugnummer zal behouden. In 2022 heeft de brug nog geen officiële naam gekregen. Wel wees de gemeente Amsterdam op 8 december 2017 de naam IJdoornlaanbrug toe aan een viaduct over de IJdoornlaan met daarboven de Rijksweg 10. Officieuze en officiële IJdoornlaanbrug liggen circa 2 kilometer uit elkaar.

## Afbeeldingen

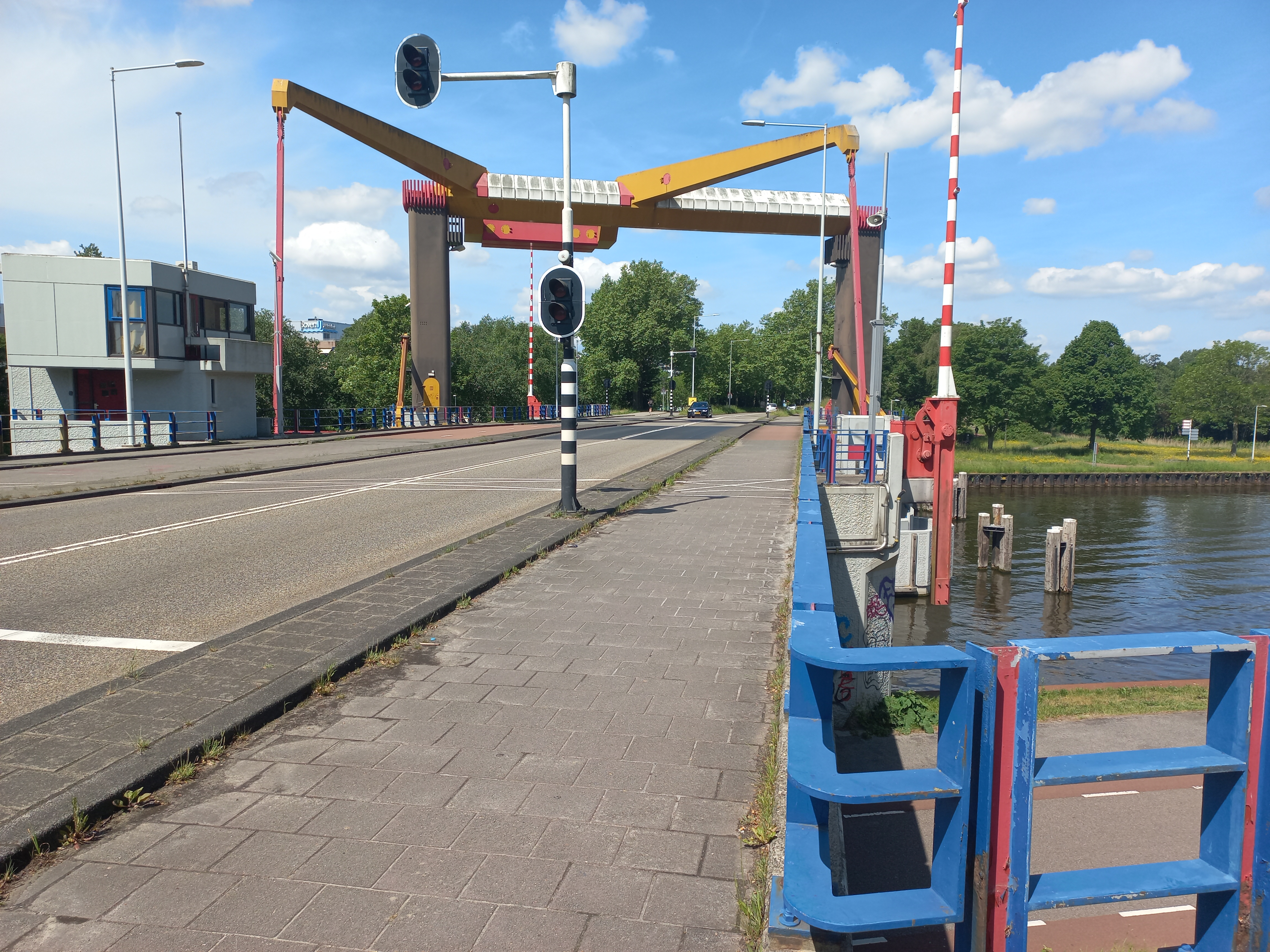
Brug 970 richting west gezien met opvallende balanspriemen en contragewicht (mei 2022)
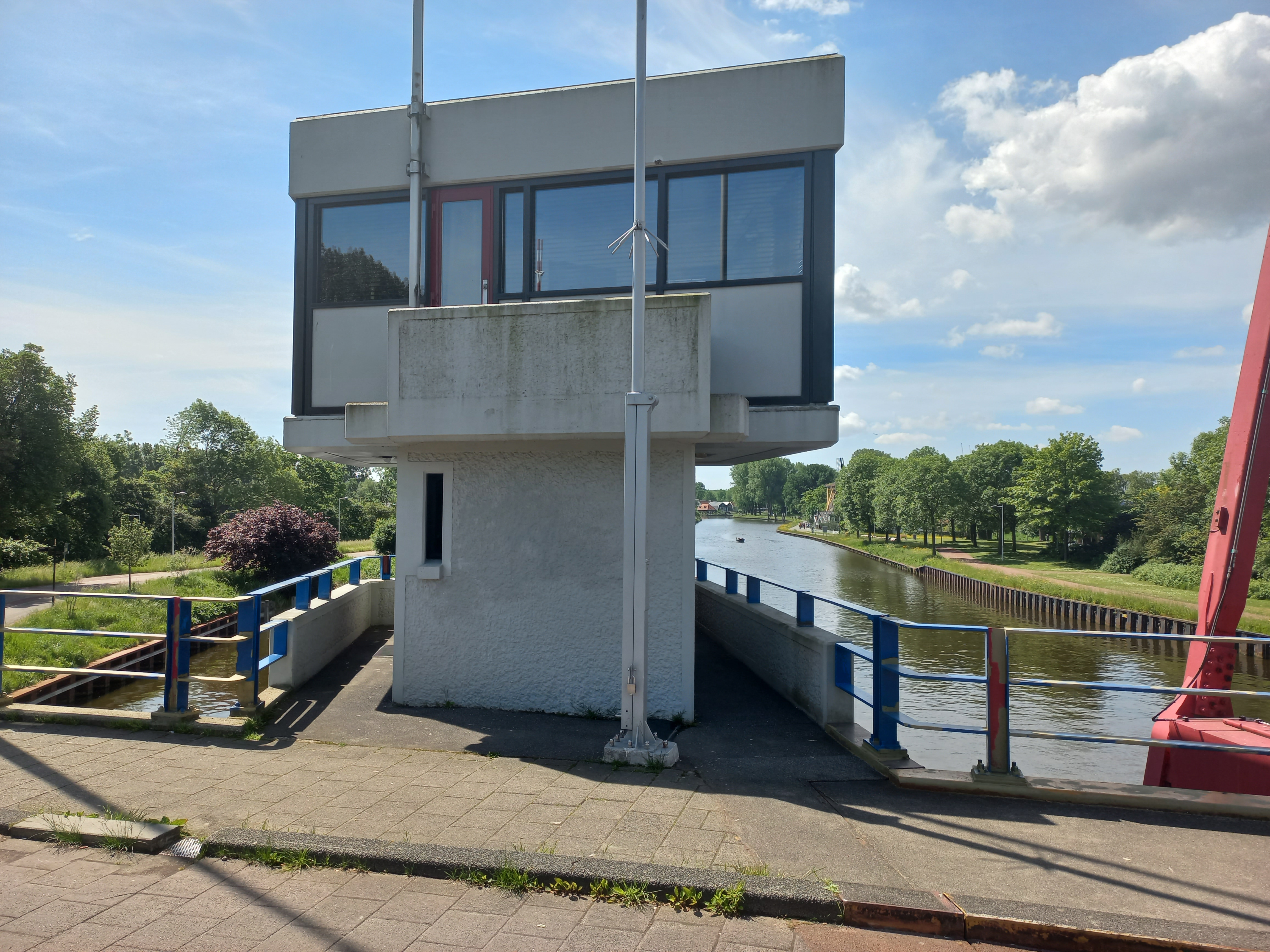
Brughuisje in parallellogramvorm met de kleuren wit, rood (deur) en bruin (raamkozijnen) (mei 2022)
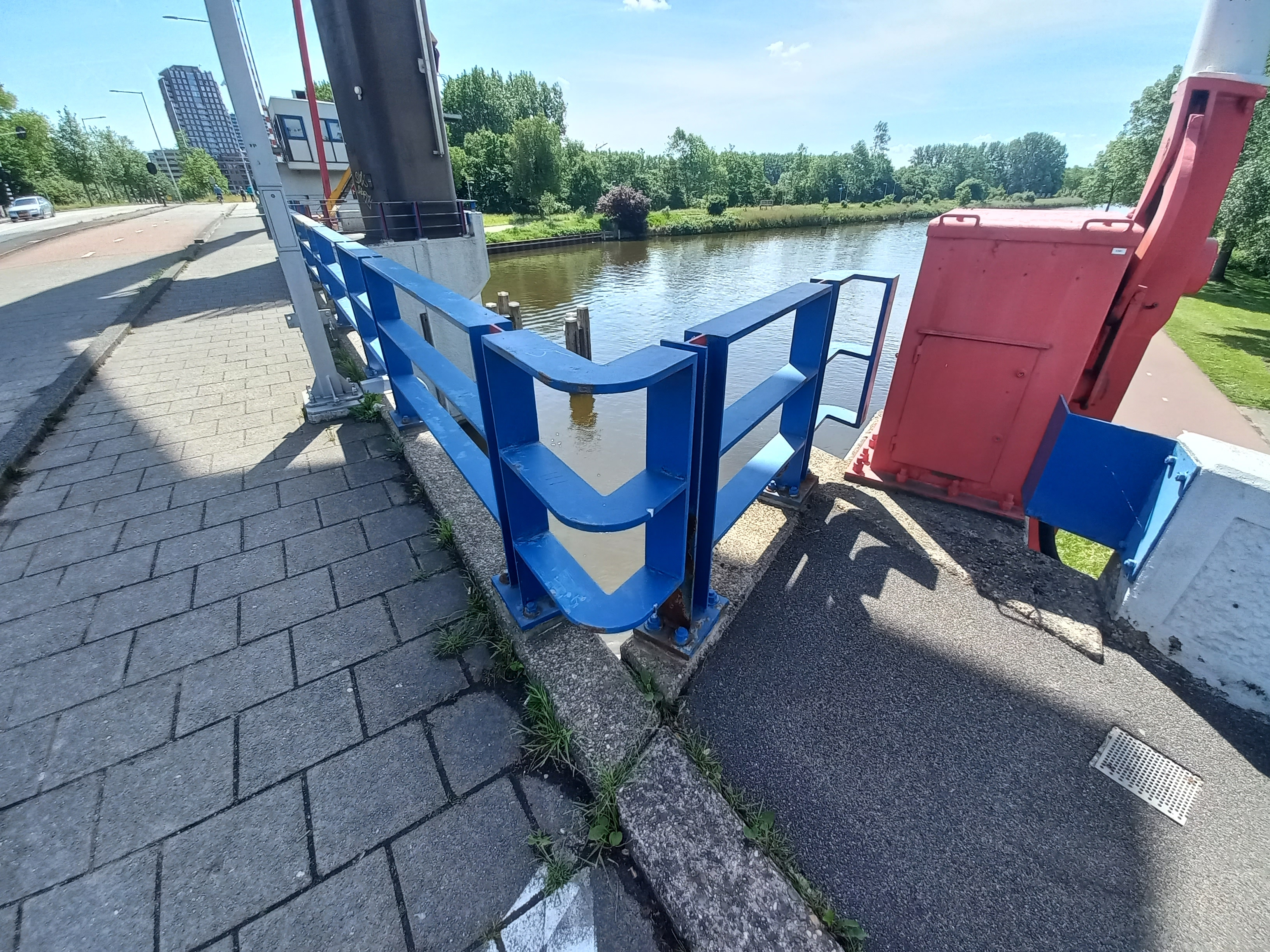
Scherpe hoek in balustrade (mei 2022)
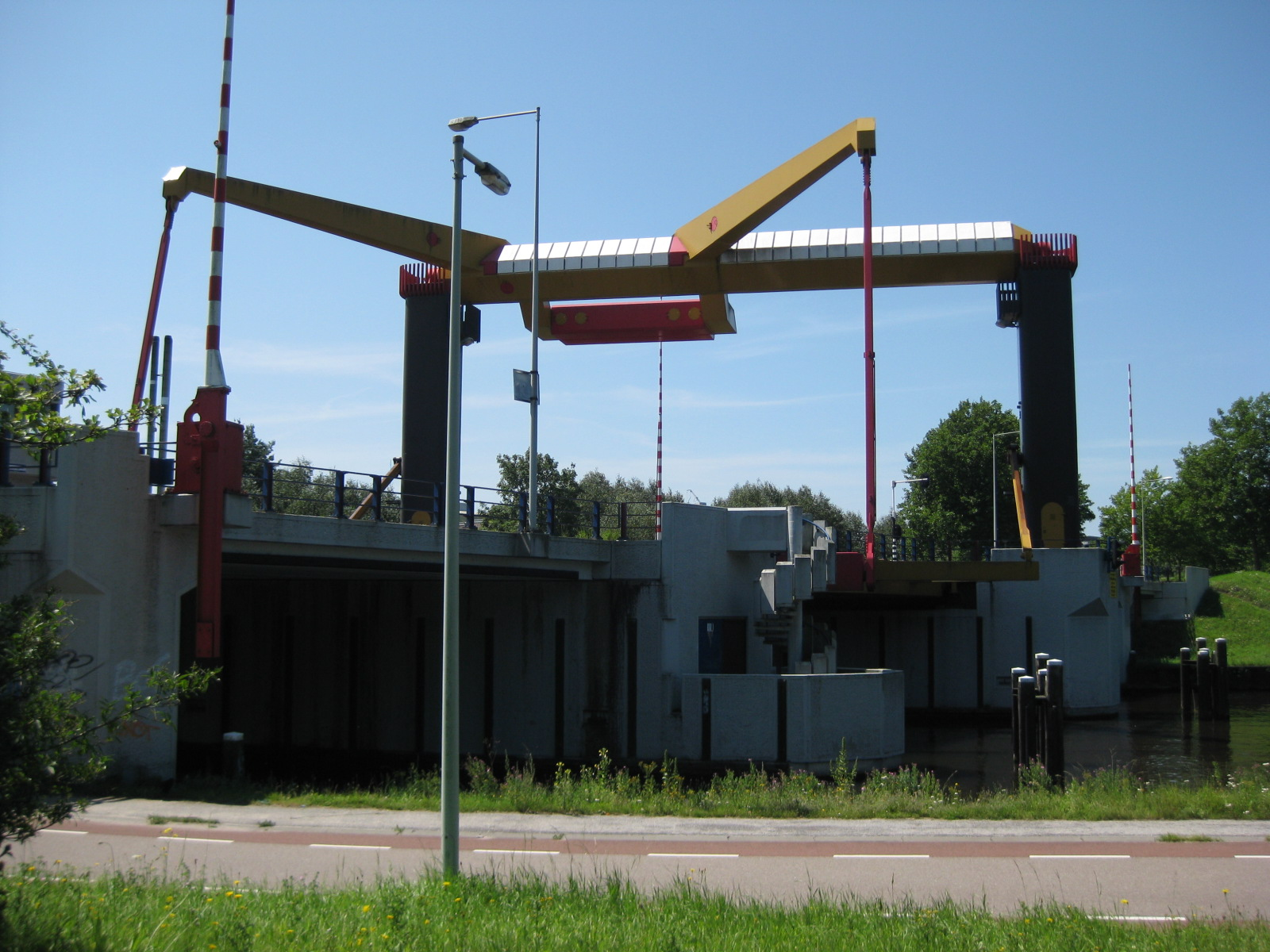
Spinachtig uiterlijk van de bovenbouw en de spiltrap (juli 2011)

<<< · 900 · 901 · 904 · 905 · 906 · 907 · 908 · 909 · 912 · 913 · 914 · 915 · 916 · 917 · 918 · 919 · 920 · 923 · 924 · 930 · 932 · 933 · 934 · 935 · 936 · 937 · 939 · 943 · 944 · 945 · 946 · 947 · 948 · 949 · 950 · 951 · 952 · 953 · 954 · 956 · 957 · 958 · 959 · 960 · 961 · 962 · 963 · 964 · 965 · 966 · 967 · 968 · 970 · 971 · 972 · 973 · 974 · 975 · 978 · 979 ·  980 · 981 · 984 · 985 · 986 · 987 · 988 · 989 · 990 · 991 · 992 · 993 · 994 · 995 · 996 · 997 · 998 · 999 · >>>
Brugnummers  902, 903, 910, 911, 920, 921, 922, 925, 926, 927, 928, 929, 931, 937, 938, 940, 941, 942, 955, 969, 976, 977, 982, 983 zijn niet (meer) vergeven.